# Serhij Sednjev

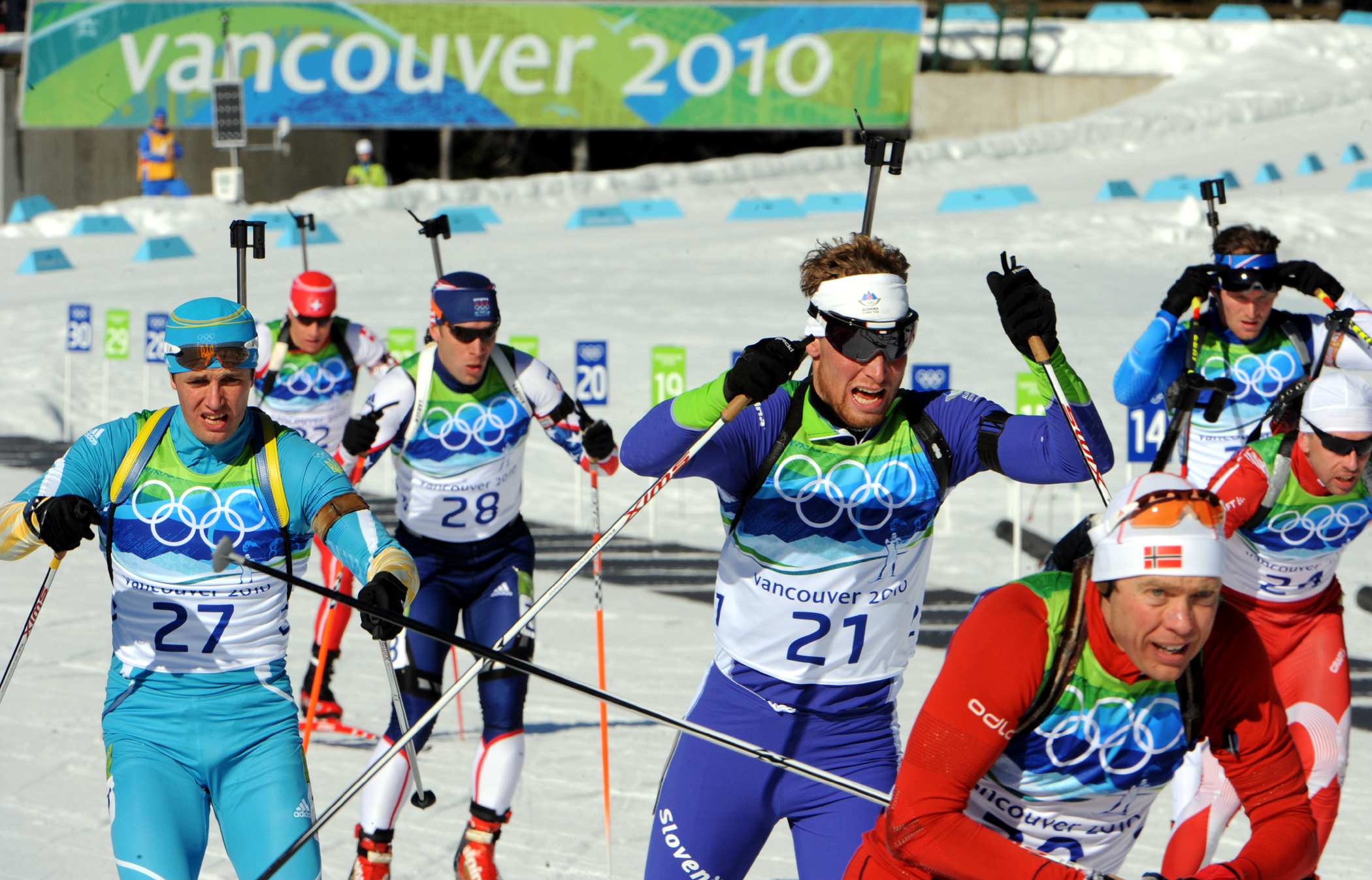
Sednjev (i turkost till vänster) vid de olympiska vinterspelen 2010 i Vancouver 2010.

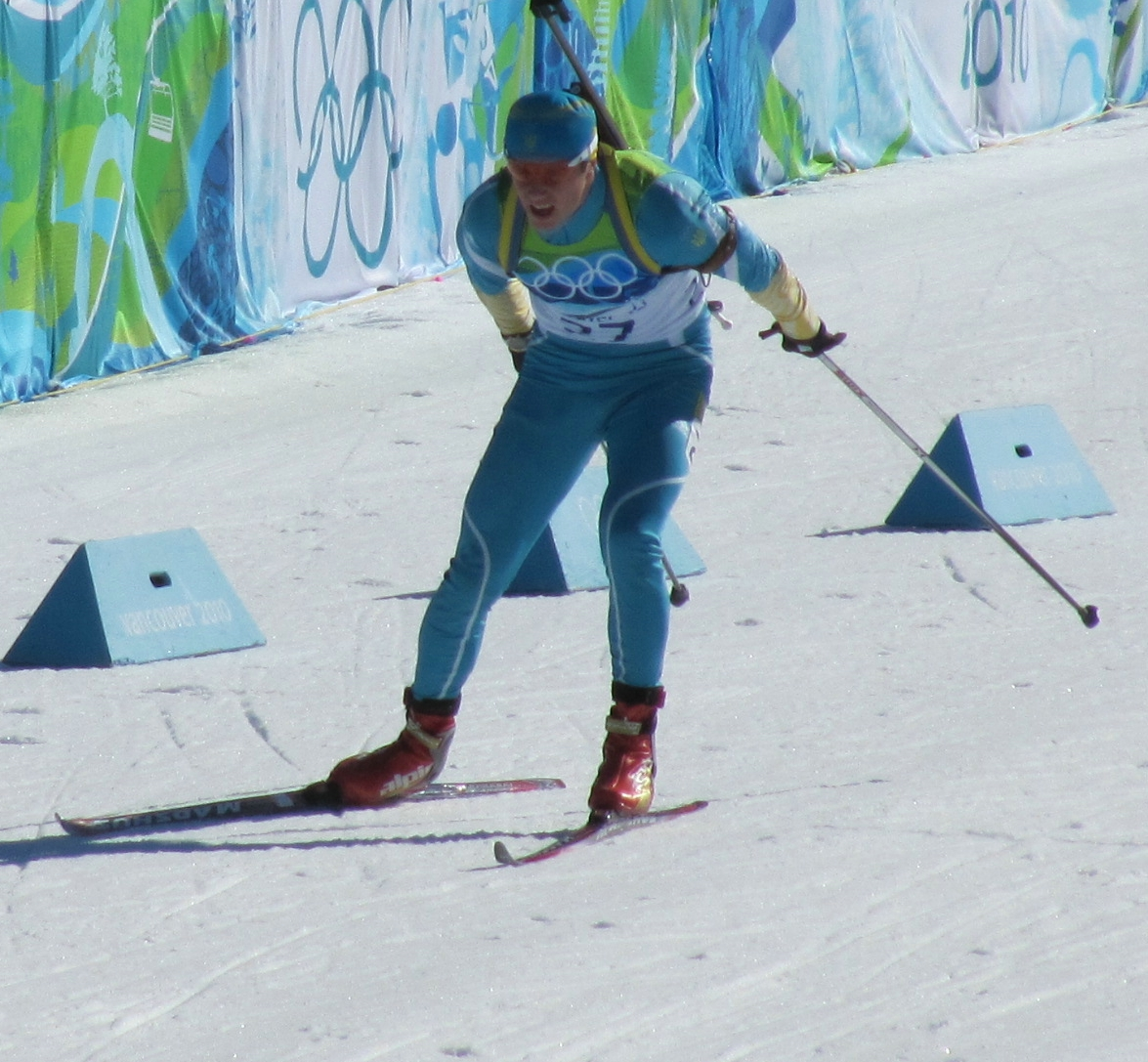
Serhij Sednev i Vancouver 2010.

Serhij Sednjev (ukrainska: Сергій Анатолійович Седнєв; Serhij Anatolijovitj Sednjev), född 19 december 1983 i Hluchiv, Ukrainska SSR. Sovjetunionen, är en aktiv skidskytt från Ukraina.
Sednjev har en seger hittills i världscupen. Den kom i distansen i Antholz 2010.
Sednjev kom tvåa i skidskyttetävlingen World Team Challenge 2011 tillsammans med Valj Semerenko.

## Meriter

### Världscupsegrar
| Datum           | Plats   | Disciplin |
| --------------- | ------- | --------- |
| 21 januari 2010 | Antholz | Distans   |

### Slutresultat i världscupen
| Säsong    | Slutresultat |
| --------- | ------------ |
| 2007/2008 | 46           |
| 2008/2009 | 46           |
| 2009/2010 | 22           |
| 2010/2011 | 16           |
| 2011/2012 | 54           |
| 2012/2013 | ?            |

## Doping
Serhij Sednjev har i januari 2016 testats positivt för den dopingklassade substansen meldonium